# 離心式調速器

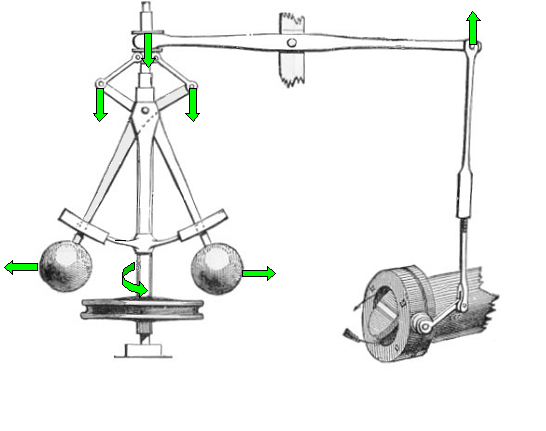
離心式調速器

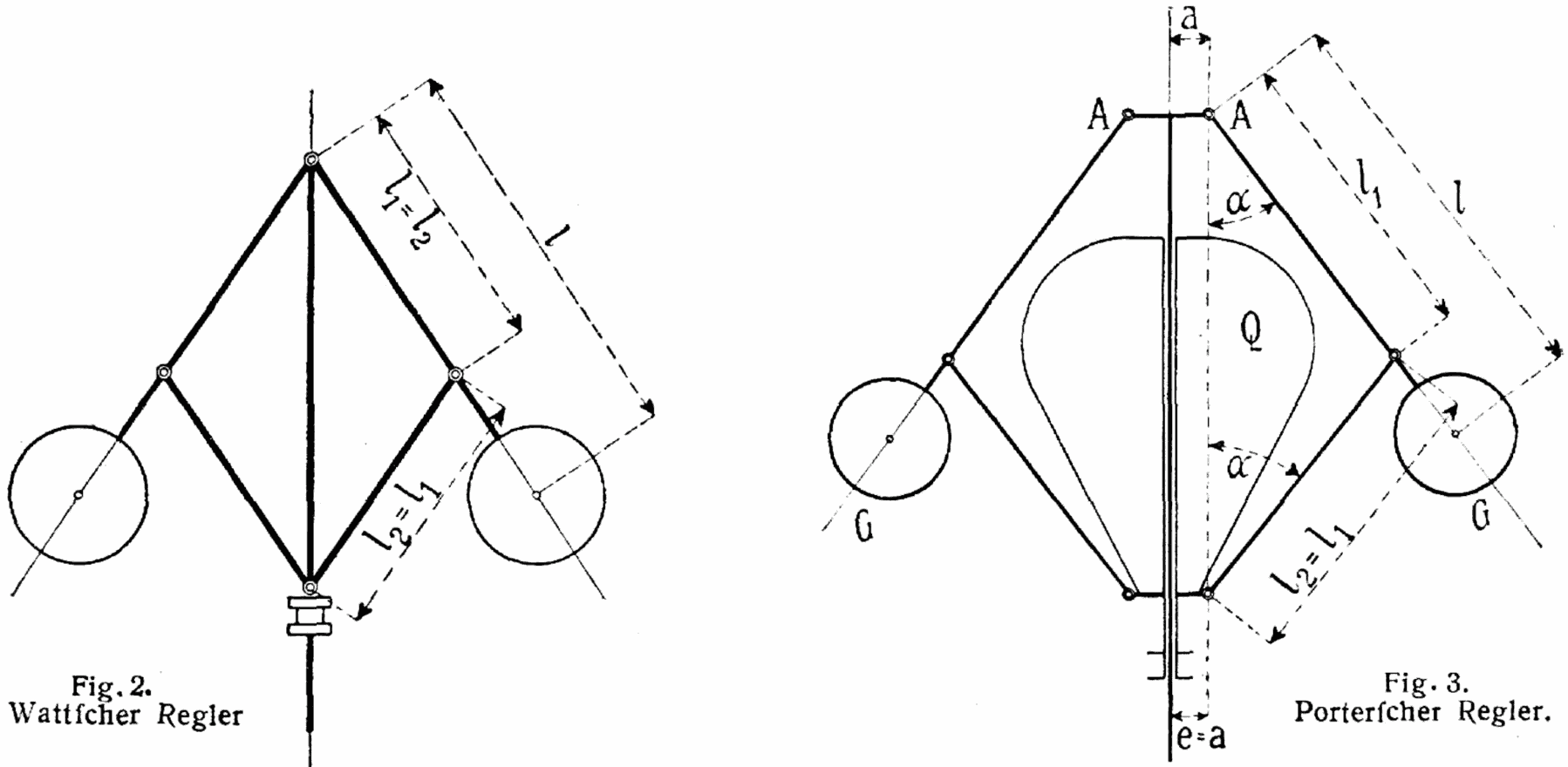
瓦特調速器(左)與Porter shear 控制器(右)

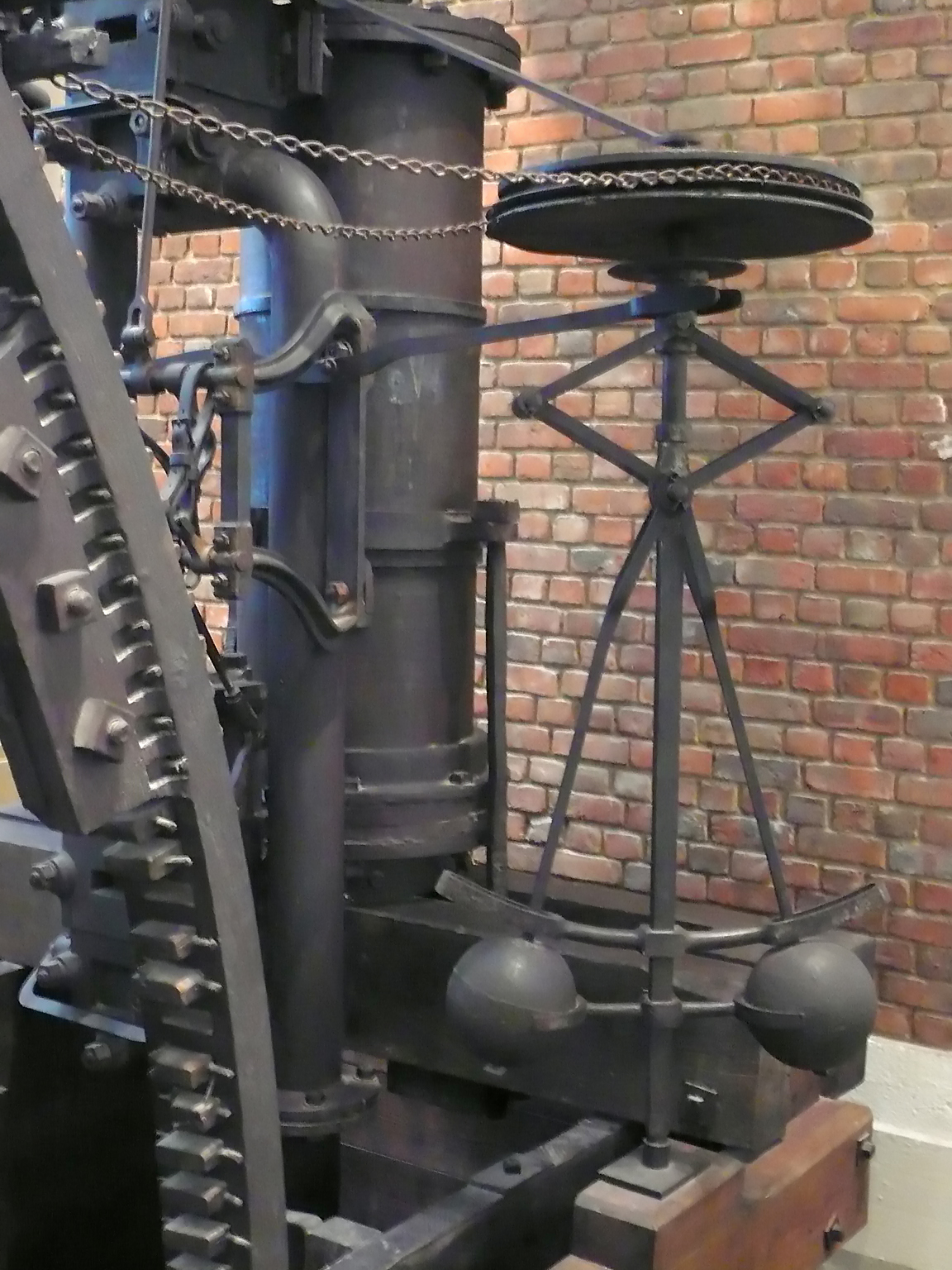
1788年的博爾頓&瓦特引擎

離心式調速器，又稱瓦特調速器或飛球調速器。英國工程師詹姆斯·瓦特於1788年為他的商業搭檔馬修·博爾頓的蒸汽機速度控制而設計。瓦特從沒有把此裝置申請發明，因為自從17世紀開始，離心式調速器已被用作监察風車和風車磨石之間的距離及壓力，所以一般大眾認為的瓦特發明了此裝置是錯誤的。
實物是一個錐擺結構連接至蒸汽機閥門，利用負反饋的原理控制蒸汽機的運行速度。這也是第一個自動控制系統。

## 原理
在離心式調速器中有二顆重球錐擺，其旋轉速度和蒸汽機相同，當蒸汽機的速度提高時，重球因離心力移到調速器的外側，因此會帶動機構，關閉蒸汽機進氣閥門，使得蒸汽機速度會下降，當蒸汽機速度過低時，重球會移到調速器的內側，再開啟蒸汽機進氣閥門。依此原理即可將蒸汽機的速度控制在一定範圍內。

## 文化影响
在刘慈欣的科幻小说《死神永生》（“三体”系列作品）中，蒸汽机离心调速器被潜伏在三体世界的云天明用于在童话中隐喻“恒定的速度”（光速）。（请参见“《死神永生》第三部 广播纪元7年 程心”）